# Dyé
Dyé is een gemeente in het Franse departement Yonne (regio Bourgogne-Franche-Comté) en telt 175 inwoners (1999). De plaats maakt deel uit van het arrondissement Avallon.

## Geografie
De oppervlakte van Dyé bedraagt 16,8 km², de bevolkingsdichtheid is 10,4 inwoners per km².
De onderstaande kaart toont de ligging van Dyé met de belangrijkste infrastructuur en aangrenzende gemeenten.

## Demografie
Onderstaande figuur toont het verloop van het inwonertal (bron: INSEE-tellingen).